# Fossenhof
Fossenhof ou Fossen (en luxembourgeois : Fossenhaff  ou Fossen) est une localité de la commune luxembourgeoise de Clervaux située dans le canton éponyme.